# Jo Mikovich
Jo Mikovich (* 26. Dezember 1940 in Zaječar als Jovan Miković; † 21. Februar 2014) war ein serbischer Jazzmusiker (Tenorsaxophon, Sopransaxophon, Piano, Geige, Klarinette, Arrangement, Komposition) jugoslawischer Herkunft.

## Leben und Wirken
Jo Mikovich wuchs in einer Musikerfamilie auf und lernte von seinem Vater, einem Geiger, welcher ein eigenes Orchester führte, zunächst Geige und Klarinette spielen. 
Bereits  mit 17 Jahren studierte er auf dem Belgrader Konservatorium Klarinette und Geige, um dann auf das Saxophon als Hauptinstrument zu wechseln. Er spielte bevorzugt auf den Selmer Mark 6 Saxophonen und war Multi-Instrumentalist.
Mit 23 Jahren zog er zunächst nach Frankfurt, von wo aus er als Profimusiker tätig wurde. Er spielte während dieser Zeit europaweit in amerikanischen Clubs und war währenddessen ebenfalls Mitglied des offiziellen Belgrader Show Ensambles. 
Nach einem Besuch des Newport Jazz Festival gehörte er für ein Jahr zur Band von Jimmy Smith und spielte auch mit Jazzgiganten wie Charles Mingus, Cannonball Adderley und Chick Corea. In den 1970er Jahren fungierte er als musikalischer Leiter und Arrangeur der Montenegro Singers (Album Montenegro Singers 1977). 1977 gehörte er ebenfalls zu den jugoslawischen Jazz All Stars (4 Lica  jazza) mit u. a. Dusko Goykovich, mit dem er häufiger auftrat, zuletzt anlässlich seines 70. Geburtstags, zusammen mit Charly Antolini. Anfang der 1980er Jahre gehörte er zur Lala Kovacev Group, mit der er 1982 die wegweisende Jazz/Balkan/Fusion-Platte Balkan Impressions veröffentlichte.
Seit Mitte der 1980er Jahre war er in Ulm ansässig, wo er zeitweise als Theatermusiker arbeitete und mehrere Alben unter eigenem Namen herausbrachte. Er spielte weiter auf wichtigen Jazzfestivals auf der ganzen Welt mit namhaften Größen der Branche.
Im Jahre 2003 wurde seine Eigenkomposition Romantic Expectation Teil des Soundtracks des Hollywood-Blockbusters Down with Love mit Renée Zellweger und Ewan McGregor.
Er starb im Alter von 73 Jahren an einem Krebsleiden.

## Diskographische Hinweise
- Talk about Love/Mad about You (Demon Records 1986, als Jo Mikowich)
- Storm Thunder Lightning (yvp music 1986, als Jo Mikowich)
- Romantic Expectation (yvp 2000, mit Ivan Aleksijević, Branko Marković, Luka Bosković)
- Jasmin Song (Easy Piano Playing) (Demon 2000)
- Jazzin’ (yvp 2001, mit Imre Köszegi, Kálmán Oláh, János Egri)

als Sideman
- 15th International Jazz Festival Ljubljana 74-Yugoslav Export Jazz Stars (Jugoton 1975, mit Dusko Goykovich, Lala Kovacev, Bora Rokovic, Branko Pejakovic, Branislav Kovacev, Milan Lulic, Andrej Arnol)
- 4 Lica Jazza (Jugoton 1978, YU All Stars mit u. a. Dusko Goykovich, Bora Rokovic, Bosko Petrovic, Ratko Divjak)
- Lala Kovačev Balkan Impressions (RTB 1982, mit Günther Klatt, Paul Grabowsky, Vojin Draškoci, Ljubomir Dimitrijevic, Nenad Jelic)
- Montenegro Singers - Montenegro Singers (RTB 1977)